# داخليات الفك
داخليات الفك (بالإنجليزية: Entognatha)‏ هي طائفة حيوانية تتبع شعيبة سداسيات الأرجل من شعبة مفصليات الأرجل.

## الطويئفات
طويئفات هذه الطائفة:
- كود سباركل
- تحديث القائمة

رتبة
طائفة:أوليات الذنب 
اسم علمي: Protura

رتبة:ثنائيات الذنب 
اسم علمي: Diplura

طائفة
طويئفة:قافزات الذيل 
اسم علمي: Collembola